# Caprauna
Caprauna (piemontesisch und ligurisch Cravaun-a) ist eine Gemeinde in der italienischen Provinz Cuneo (CN), Region Piemont.

## Lage und Einwohner
Caprauna liegt 107 Straßenkilometer südöstlich von der Provinzhauptstadt Cuneo entfernt an der Grenze zu Ligurien, auf einer Höhe von 1000 m über dem Meeresspiegel und gehört, obwohl es bereits südlich des Alpenhauptkammes liegt, zur piemontesischen Comunità montana Alta Val Tanaro und ist zusammen mit der Gemeinde Alto die einzige, deren Dörfer nicht Teil der Poebene sind. Das Gemeindegebiet umfasst eine Fläche von 11 km² und hat 83 Einwohner (Stand 31. Dezember 2023) Die Gemeinde besteht aus den Ortsteilen Poggio, Chiazzuola, Ruora und Case sottane.
Die Nachbargemeinden sind Alto, Aquila d’Arroscia, Armo, Borghetto d’Arroscia, Ormea und Pieve di Teco. Der Schutzheilige des Ortes ist Sant’Antonino di Apamea.

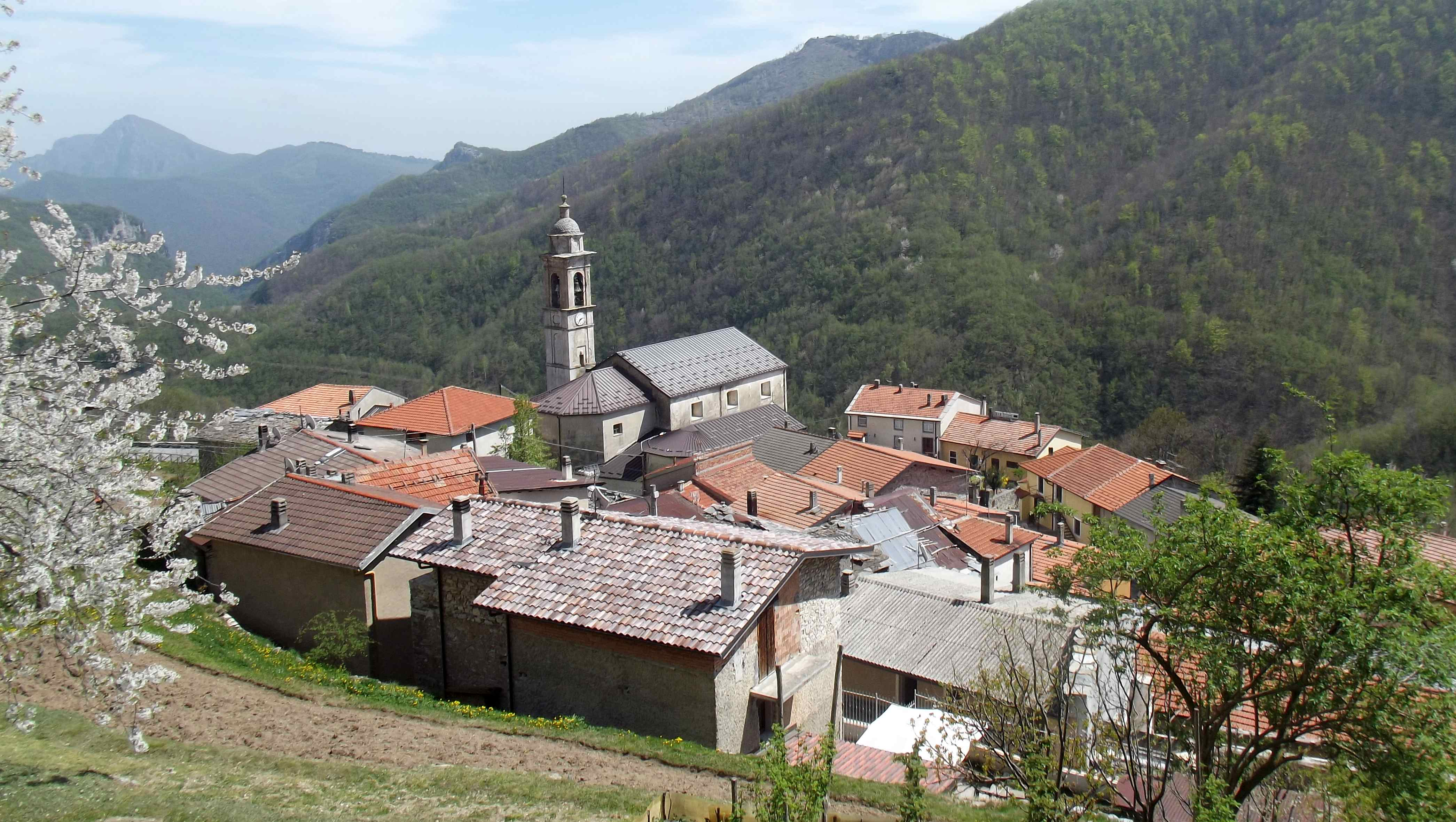
Panorama

## Geschichte

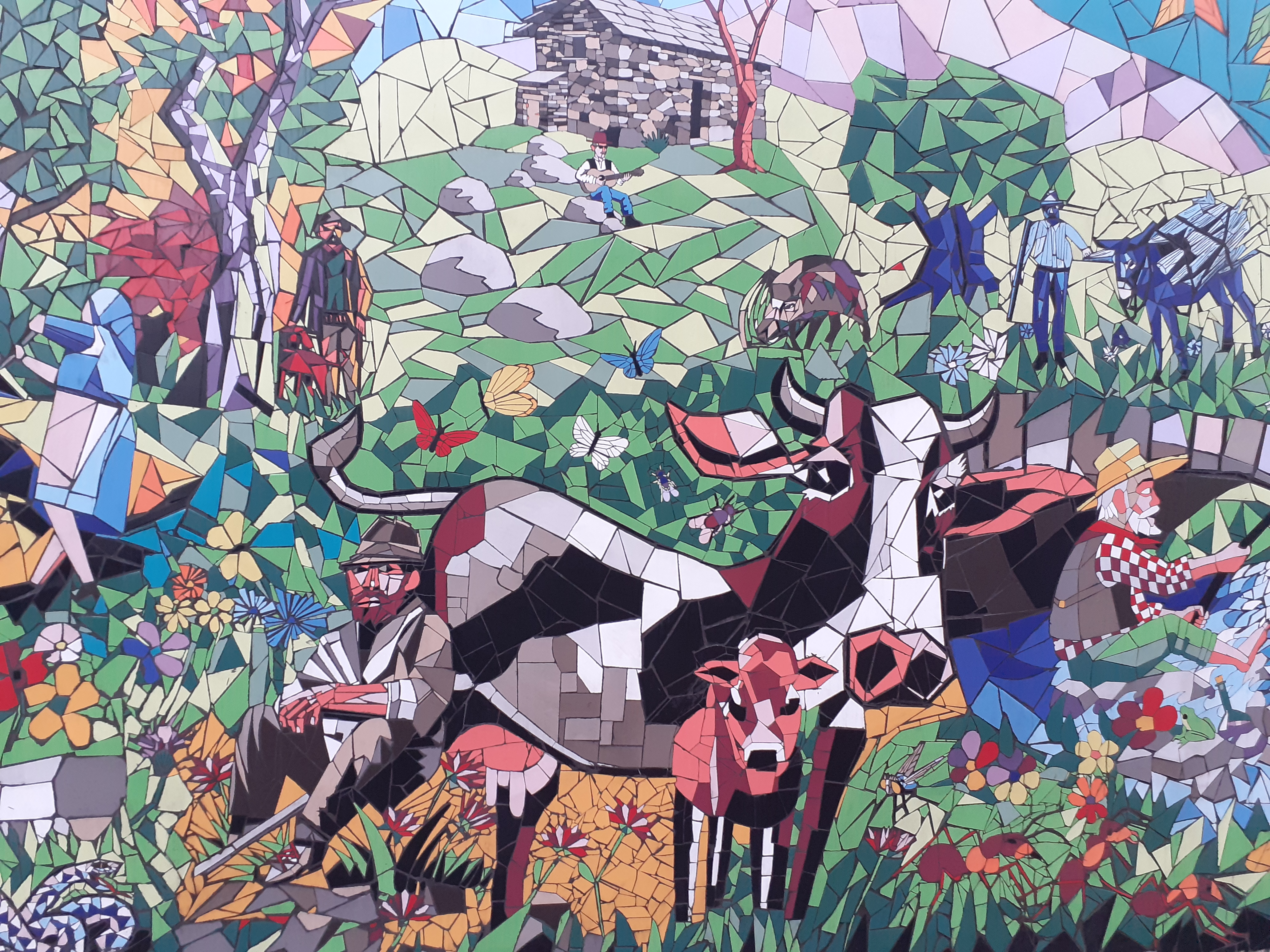
Ausschnitt vom Mosaik in Caprauna

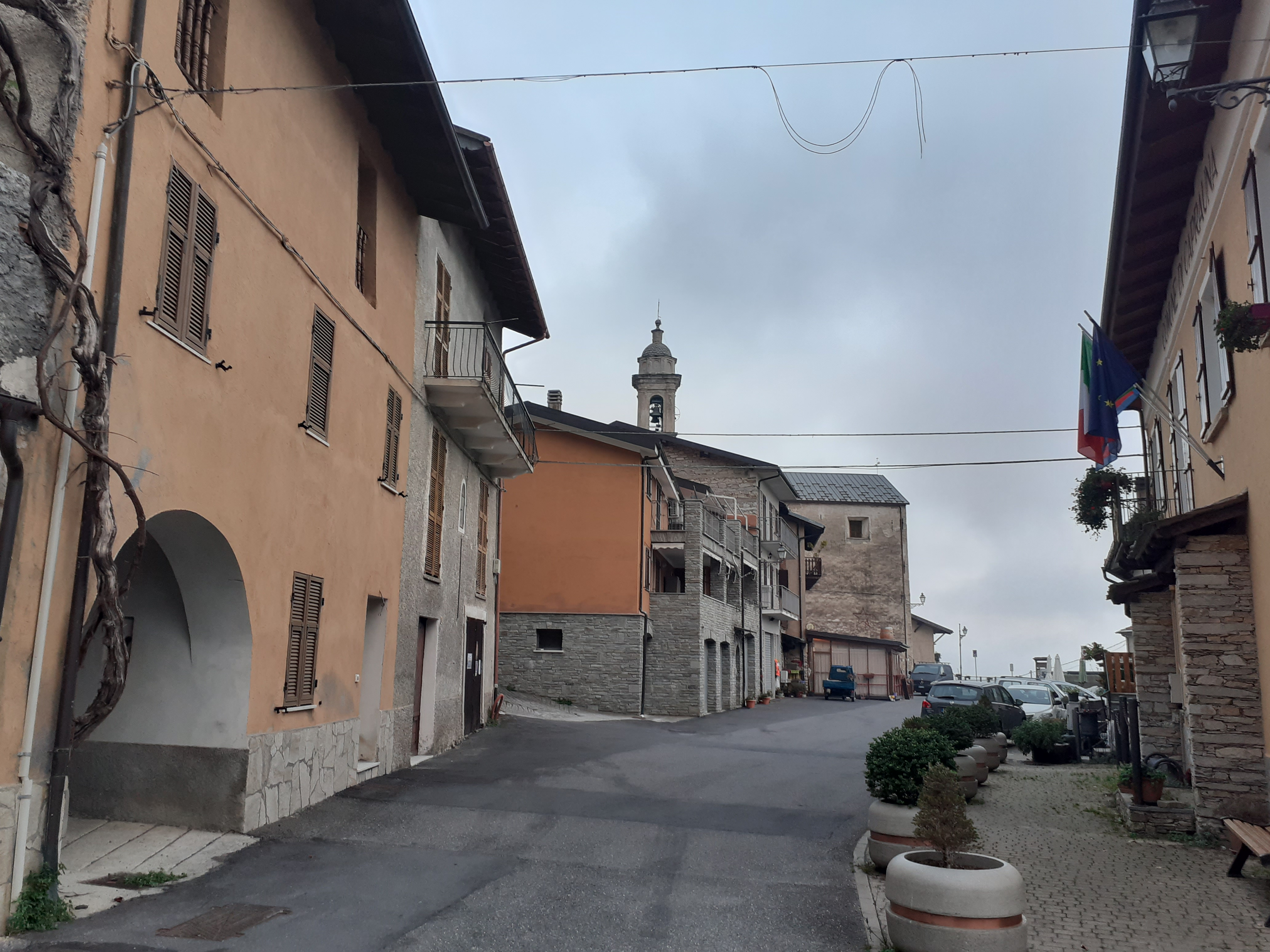
Dorfzentrum

Seine historischen Ereignisse sind mit denen von Alto identisch, da die beiden Gemeinden in der Vergangenheit ein einziges Lehen bildeten. Der Ursprung des Ortsnamens ist ungewiss. Es gibt keine sicheren lateinischen Zeugnisse, die zu den eher zweifelhaften Namen einiger Gelehrter passen, die sich auf „Caprania“, „Capraunia“ und „Capravina“ beziehen, abgeleitet von „Capranica“, einer Ableitung von „Ziege“. Es gibt viele, die glauben, dass der Name des Dorfes auf das lateinische Wort CLAVIS UNA zurückzuführen ist, was „nur einem einzigen treu“ bedeutet.
Im 11. Jahrhundert gehörte es zur Markgrafschaft Savona und wurde Bonifacio del Vasto zugeschrieben. Anschließend wurde es dem Adelsgeschlecht Del Carretto zugeteilt, das es in der ersten Hälfte des 13. Jahrhunderts an die Cepollini abtrat. Anschließend fiel es wieder an die Markgrafen von Savona, die bis zur zweiten Hälfte des 16. Jahrhunderts in der Regentschaft des Lehens bestätigt wurden. Im Jahr 1700 wurde es nach dem Wiener Frieden dem Staat Savoyen angegliedert.
Durchzugsort verschiedener Armeen im 18. Jahrhundert, wurde es während der napoleonischen Invasion Teil des französischen Reiches. Ende des 19. Jahrhunderts wurde es von einem Erdbeben schwer getroffen. Die interessantesten Elemente des historisch-künstlerischen Erbes gehören zur Sakralarchitektur, wie die kürzlich restaurierte Pfarrkirche Sant’Antonio aus dem 16. Jahrhundert mit einem wertvollen Barockaltar und einem eleganten Glockenturm aus dem 18. Jahrhundert und die angrenzende kleine Kirche der Bruderschaft San Bartolomeo mit antikem Fundament. Ein Steingebäude im Barockstil, das zu Ehren von San Rocco in Ruora erbaut wurde gehört ebenfalls zu den wertvollen Bauten der Gemeinde.
Das Ethnografische Museum wurde im Jahr 2000 eröffnet. Es werden sowohl historische Gegenstände als auch Fotografien ausgestellt, die von der bäuerlichen Zivilisation der Gemeinde zeugen, sowie Informationsmaterial über Höhlen, lokale Flora und Fauna.
Am 14. Oktober 2023 wurde in der Gemeinde ein 27 Meter langes und 3 Meter hohes Mosaik eingeweiht. Das aus mehr als 40.000 Fliesen bestehende Panorama ist den traditionellen Tätigkeiten der Region gewidmet. Eine unansehnliche Betonwand, die zum Schutz vor Erdrutsche gebaut wurde, ist nun in ein buntes Kunstwerk verwandelt worden.
Caprauna ist ein Etappenort am neuen Fernwanderweg Via Alpina.